# 小城之春
《小城之春》是1948年中華民國電影，由费穆導演，李天濟编剧，文華影業公司出品。故事講述发生在一个江南小镇的愛情故事。電影雖然在文革中遭受批判，但是其藝術和歷史價值愈發彰顯，2005年被香港電影金像獎評為“最佳華語電影一百部”的第一名。
影片展现了人物情感世界与现实关系的矛盾，通过人物的内心活动，揭示人的道德意识，体现了中華民国知识分子服从礼仪和道德规范的人性美。

## 剧情
在南方某个小城里，少妇周玉纹和长期抱病的丈夫戴礼言多年来的夫妻生活淡而无味，两人几乎已没有任何语言上的交流。玉纹只是仍恪守着做妻子的本分，她经常喜欢独自一人到城墙上去走一走、看一看。患病的礼言终日郁郁寡欢，他对日益没落的家道感到无可奈何，而对妻子的疏远既无法接受又难已改变。此外，这个沉闷的家里还有戴礼言年少的学生妹妹戴秀和年老的仆人老黄。
一天，戴礼言幼时的同学章志忱（是名医生）突然回到小城来看礼言，他的到来犹如在死水中投下一颗石子，打乱了这一家人的心思。十年前志忱与玉纹曾是一对情人，这次重逢唤起了二人的旧情。而年少清纯的戴秀也喜欢上了具有优雅举止与不俗气质的志忱，于是四人的关系纠缠在了一起。礼言因无法忍受这样的生活而服药自杀，后来经抢救而脱险。
这场意外让志忱决心离开这里，玉纹也决定与丈夫继续生活下去，最后礼言与玉纹二人一起站在城墙上目送志忱远去。

## 角色
- 石羽 - 戴礼言
- 韦伟 - 周玉纹
- 李纬 - 章志忱
- 张鸿眉 - 戴秀
- 崔超明 - 老黄

## 翻译
《小城之春》在YouTube上有克里斯托弗-雷亚教授翻译的英文字幕。此外，关于这部电影的更多信息，克里斯托弗-雷亚教授的网站上有解析这部电影的视频讲座。其他字幕版本可从英国电影学院和电影时代获得。